# Joseph Anton Hofer
Joseph Anton Hofer (* 19. Mai 1742 in Kastelruth; † 15. Juni 1820 in Brixen) war ein österreichischer römisch-katholischer Theologe und Geistlicher.

## Leben
Hofer besuchte die Gymnasien von Brixen und Innsbruck. Anschließend ging er an die Universität Innsbruck. Dort studierte er neben der Theologie, Philosophie sowie beide Rechte und wurde zum Dr. phil. promoviert. 1765 empfing er die Priesterweihe. Anschließend schlug er eine Laufbahn als Lehrer ein. Er wurde 1771 am Gymnasium und Priesterseminar in Brixen Professor der Rhetorik und Präfekt. Außerdem erhielt er eine Domherrenstellung. 1776 wurde er zum Professor des Kirchenrechts sowie zum wirklichen Konsistorialrat ernannt, 1779 zudem zum Kanoniker an der Frauenkirche am Kreuzgang.
Hofer wurde unter Kaiser Joseph II. 1782 als k. k. Gubernialrat und Referent in geistlichen Sachen nach Innsbruck berufen. 1786 kehrte er nach Brixen in seine alten Ämter zurück. 1807 wurde er als fürstbischöflicher Geistlicher Rat in den Ruhestand versetzt.

## Werke (Auswahl)
- Anleitung zu Geographie der älteren und neueren Zeiten, Brixen 1774.
- Van Espen, Juris ecclesiastici universi compendium. 4 Bände, Brixen 1781.
- Conspectus juris ecclesiastici publici, Brixen 1783.
- Das Geschäft des Menschen, Brixen 1797.